# Eusimonia serrifera
Espèce
Eusimonia serrifera est une espèce de solifuges de la famille des Karschiidae.

## Distribution
Cette espèce est endémique d'Iran.

## Description
Le mâle holotype mesure 19 mm.

## Publication originale
- Birula, 1905 : Beiträge zur Kenntnis der Solifugen-Fauna Persiens. Bulletin de l'Académie impériale des sciences de St.-Pétersbourg, sér. 5, vol. 22, p. 247-286 (texte intégral).